# 防衛総司令部
防衛総司令部（ぼうえいそうしれいぶ）とは、太平洋戦争時に内地・朝鮮・台湾に在る軍隊を広域防衛（防空のこと）の見地から、一元指揮するために設けられた大日本帝国陸軍の組織。通称・略称は防総。

## 沿革
1941年（昭和16年）7月5日、軍令陸甲第33号を以って編成された。大元帥たる天皇に直隷していることから総軍の格とされ、便宜上「防衛総軍」と表記される例もあるが実際は総軍ではなく、作戦部隊・隷下部隊を持たず、東部軍・中部軍・西部軍・北部軍・朝鮮軍・台湾軍などの司令部を防空の見地から指揮する組織である。
その後、1944年（昭和19年）からは指揮のみでなく統率もするものとし、1945年（昭和20年）4月、本土決戦（決号作戦）を睨み津軽海峡以南の日本内地のみを管轄区域として第1総軍・第2総軍に分割・改編し完全な統率機関とした。

## 総司令部人事
- 総司令官
  - 山田乙三大将（教育総監との兼職）：昭和16年（1941年）7月7日 - 昭和16年12月9日
  - 東久邇宮稔彦王大将（兼軍事参議官）：昭和16年（1941年）12月9日 - 昭和20年4月8日（廃止）
- 総参謀長
  - 河辺虎四郎少将：昭和16年（1941年）7月31日 - 昭和16年（1941年）12月1日
  - 小林浅三郎中将：昭和16年（1941年）12月1日 - 昭和18年（1943年）6月10日
  - 佐野忠義中将：昭和18年（1943年）6月10日 - 昭和19年（1944年）3月28日
  - 小林浅三郎中将：昭和19年（1944年）3月28日 - 昭和20年（1945年）2月1日
  - 須藤栄之助中将：昭和20年（1945年）2月1日 - 昭和20年（1945年）4月8日（廃止）
- 総参謀副長
  - 白銀重二少将：昭和19年（1944年）2月7日 - 昭和20年（1945年）2月1日
  - 後藤光蔵少将（兼第2方面軍参謀副長）：昭和20年（1945年）2月1日 - 昭和20年（1945年）4月8日（廃止）

## 指揮下にあった部隊
| 防衛軍 | 部隊           |
| ------ | -------------- |
| 東部軍 | 留守近衛師団   |
| 東部軍 | 留守第2師団    |
| 東部軍 | 留守第51師団   |
| 東部軍 | 留守第52師団   |
| 東部軍 | 第61独立歩兵団 |
| 東部軍 | 東部軍砲兵隊   |
| 東部軍 | 東部防空旅団   |
| 東部軍 | 東京湾要塞     |
| 中部軍 | 留守第3師団    |
| 中部軍 | 留守第4師団    |
| 中部軍 | 留守第53師団   |
| 中部軍 | 留守第54師団   |
| 中部軍 | 第63独立歩兵団 |
| 中部軍 | 第64独立歩兵団 |
| 中部軍 | 中部防空旅団   |
| 中部軍 | 舞鶴要塞       |
| 中部軍 | 由良要塞       |

| 防衛軍 | 部隊           |
| ------ | -------------- |
| 西部軍 | 留守第5師団    |
| 西部軍 | 留守第6師団    |
| 西部軍 | 留守第55師団   |
| 西部軍 | 留守第56師団   |
| 西部軍 | 第66独立歩兵団 |
| 西部軍 | 西部軍砲兵隊   |
| 西部軍 | 西部防空旅団   |
| 西部軍 | 下関要塞       |
| 西部軍 | 対馬要塞       |
| 西部軍 | 長崎要塞       |
| 西部軍 | 壱岐要塞       |
| 西部軍 | 奄美大島要塞   |
| 西部軍 | 中城湾要塞     |
| 西部軍 | 船浮要塞       |
| 西部軍 | 豊予要塞       |

| 軍     | 部隊           |
| ------ | -------------- |
| 北部軍 | 第7師団        |
| 北部軍 | 留守第57師団   |
| 北部軍 | 樺太混成旅団   |
| 北部軍 | 第67独立歩兵団 |
| 北部軍 | 北千島要塞     |
| 北部軍 | 宗谷要塞       |
| 北部軍 | 津軽要塞       |
| 朝鮮軍 | 第19師団       |
| 朝鮮軍 | 留守第20師団   |
| 朝鮮軍 | 羅津要塞       |
| 朝鮮軍 | 鎮海湾要塞     |
| 朝鮮軍 | 永興湾要塞     |
| 朝鮮軍 | 麗水要塞       |
| 朝鮮軍 | 釜山要塞       |
| 台湾軍 | 留守第48師団   |
| 台湾軍 | 基隆要塞       |
| 台湾軍 | 高雄要塞       |
| 台湾軍 | 第8飛行師団    |